# Leschenaultia
Leschenaultia is een geslacht van vliegen (Brachycera) uit de familie van de sluipvliegen (Tachinidae). De wetenschappelijke naam van het geslacht is voor het eerst geldig gepubliceerd in 1830 door Jean-Baptiste Robineau-Desvoidy.

## Soorten
De volgende soorten zijn bij het geslacht ingedeeld:
- Leschenaultia adusta (Loew, 1872)
- Leschenaultia albifacies Bigot, 1888
- Leschenaultia aldrichi Thoma & Guimaraes, 2002
- Leschenaultia americana (Brauer & Bergenstamm, 1893)
- Leschenaultia  andina (Bigot, 1888)
- Leschenaultia arnaudi Toma & Guimaraes, 2002
- Leschenaultia barbarae Toma, 2008
- Leschenaultia bergenstammi Toma & Guimaraes, 2002
- Leschenaultia bessi Toma & Guimaraes, 2002
- Leschenaultia bicolor (Macquart, 1846)
- Leschenaultia bigoti Toma & Guimaraes, 2002
- Leschenaultia blanchardi Toma & Guimaraes, 2002
- Leschenaultia braueri Toma & Guimaraes, 2002
- Leschenaultia  brooksi Toma & Guimaraes, 2002
- Leschenaultia ciliata (Macquart, 1848)
- Leschenaultia cilipes Robineau-Desvoidy, 1830
- Leschenaultia coquilletti Toma & Guimaraes, 2002
- Leschenaultia cortesi Toma & Guimaraes, 2002
- Leschenaultia currani Toma & Guimaraes, 2002
- Leschenaultia exul (Townsend, 1892)
- Leschenaultia fulvipes (Bigot, 1887)
- Leschenaultia fusca (Townsend, 1916)
- Leschenaultia grossa Brooks, 1947
- Leschenaultia halisidotae Brooks, 1947
- Leschenaultia hospita Reinhard, 1952
- Leschenaultia hystrix (Townsend, 1915)
- Leschenaultia inermis (Bigot, 1887)
- Leschenaultia jurinioides (Townsend, 1895)
- Leschenaultia latifrons (Walker, 1853)
- Leschenaultia leucophrys (Wiedemann, 1830)
- Leschenaultia loewi Toma & Guimaraes, 2002
- Leschenaultia macquarti Toma & Guimaraes, 2002
- Leschenaultia montagna (Townsend, 1912)
- Leschenaultia nigricalyptrata (Macquart, 1855)
- Leschenaultia nigrisquamis (Townsend, 1892)
- Leschenaultia nuda Thompson, 1963
- Leschenaultia proseni (Blanchard, 1959)
- Leschenaultia reinhardi Toma & Guimaraes, 2002
- Leschenaultia richopsis Bigot, 1887
- Leschenaultia sabroskyi Toma & Guimaraes, 2002
- Leschenaultia schineri Toma & Guimaraes, 2002
- Leschenaultia thompsoni Toma & Guimaraes, 2002
- Leschenaultia townsendi Toma & Guimaraes, 2002